# Temisto (figlia di Ipseo)
Temisto (in greco antico: Θεμιστώ?, Themistṑ) è un personaggio della mitologia greca e fu la terza moglie di Atamante.

## Genealogia
Figlia di Ipseo e della naiade Clidanope, sposò Atamante divenendo madre di quattro figli che secondo Apollodoro sono Scheneo, Leucone, Ptoo ed Eritrio, Nonno di Panopoli ne cita solo due (Scheneo e Leucone) ed invece Igino ne cita atri due che hanno un nome diverso (Sfincio e Orcomeno).) Pindaro aggiunge la figlia Euriclea, sposa di Mela e madre di Iperete.

## Mitologia
Euripide scrisse una tragedia a noi non pervenuta, ma citata da Igino, nella quale Temisto cercava di uccidere i figli della precedente moglie di suo marito Atamante ma accidentalmente finiva con l'uccidere i propri.
Igino racconta che Temisto sposò Atamante poiché questo cercava una nuova moglie credendo che la precedente (Ino) fosse morta, mentre invece Ino si era soltanto recata sul monte Parnaso e poi era ritornata da Atamante che, per nasconderla a Temisto, decise di celarla in casa.
Temisto, non avendola mai vista in volto ed osservandola vestita nero di nero assieme alla sua prole, la scambiò per una serva e così le ordinò di vestire i suoi figli (quelli di Temisto) di bianco.
Quando scopri che Ino non era una serva ma la precedente moglie, per vendetta cercò di ucciderle i figli avventandosi proprio su quelli vestiti di nero.
Ma Ino, anziché vestire di nero i suoi, aveva vestito di quel colore quelli di Temisto che, non accortasi dello scambio, finì con l'uccidere la propria prole.
Dopo aver compreso l'errore Temisto si uccise a sua volta. 
Secondo lo Pseudo-Apollodoro, invece, Temisto sposò Atamante dopo la morte di Ino e così l'omicidio dei bambini non ebbe luogo.